# Хитилова, Вера
Ве́ра Хи́тилова (чеш. Věra Chytilová; 2 февраля 1929, Острава — 12 марта 2014, Прага) — чешский кинорежиссёр и сценарист; лидер чехословацкой «новой волны» 1960-х годов. Известна как экспериментатор, сочетавшая новаторские поиски в области киновыразительности, эстетику игры и острую социальную критику. Снимала как игровые, так и документальные ленты.

## Биография
Отец Франтишек был арендатором привокзальных ресторанов, участвовал в Первой мировой войне, был ранен и попал в русский плен. Благодаря брату он стал легионером. Мать Штепанка управляла несколькими ресторанами вместе с мужем. Вера Хитилова провела детство вместе со своим шестилетним братом Юлианом в Моравии.
С 1950-х жила в Праге. Она два года изучала архитектуру в Брно, после окончания факультета работала карикатуристом, манекенщицей. Перед камерой она появилась в небольшой роли в фильме «Пекарь императора». В 1962 году окончила факультет кино и телевидения академии музыкальных искусств в Праге, став одной из первых выпускниц женского пола.
Получила мировое признание с началом чехословацкой «новой волны» — наряду с такими кинематографистами, как Иржи Менцель, Эвальд Шорм, Юрай Якубиско и Ян Шмидт. После подавления «пражской весны» отказалась эмигрировать во Францию. Из-за телевизионной постановки «Друзья» (1971) не могла работать шесть лет. СГБЧ несколько раз безуспешно пыталась принудить её к сотрудничеству.
В 1989 году начала преподавать в ФАМУ, с 2003 года профессор, в 2005 году возглавила кафедру режиссуры. В 1996 году она баллотировалась в сенат в Злине как беспартийный кандидат от чешской социал-демократической партии. В 2006 году безуспешно баллотировалась в сенат по избирательному округу Прага-2 от партии «равенство шансов».
Вера Хитилова активно оппонировала размещению РЛС в Чехии. В 2007 году она и ещё пятьдесят чешских деятелей подписали петицию Президенту Республики и председателям обеих палат парламента с просьбой провести референдум по этому вопросу.

## Семья
Первым мужем Хитиловой был фотограф Карел Людвиг (Karel Ludwig; 27 сентября 1919 — 4 июня 1977), вторым — оператор Ярослав Кучера (Jaroslav Kučera; 6 августа 1929 — 11 января 1991). От второго брака есть дочь Тереза Кучерова (Tereza Kučerová; род. 5 мая 1964), художница и создательница мультфильмов и сын Стефан (Štěpán Kučera; род. 1 июля 1968), оператор.

## Творчество
До середины 1970-х главными героинями фильмов Хитиловой были женщины. Через призму женского опыта она затрагивала универсальные темы. К работе над фильмами обычно привлекала других женщин, среди которых художник и сценарист Эстер Крумбахова, Кристина Влахова, Даниэла Фишер.

### Фильмография
- 1959 — /Dům na Ořechovce
- 1960 — /Zelená ulice (документальный)
- 1960 — «Господин К» / Pan Ká (короткометражный)
- 1961 — /Žurnál FAMU (короткометражный)
- 1962 — «Потолок» / Strop (короткометражный)
- 1962 — «Мешок блох» / Pytel blech (документальный)
- 1963 — «О чём-то ином» / O něčem jiném
- 1965 — «Жемчужинки на дне» / Perličky na dně (по Б. Грабалу)
- 1966 — «Маргаритки» / Sedmikrásky
- 1969 — «Мы едим плоды деревьев райских» / Ovoce stromů rajských jíme
- 1976 — «Ставка — яблоко» / Hra o jablko
- 1978 — /Čas je neúprosný (документальный)
- 1979 — «История панельного дома» / Panelstory
- 1981 — «Стихийное бедствие» («Занос») / Kalamita
- 1981 — «Хитилова против Формана» / Chytilová versus Forman (документальный)
- 1983 — «Фавн сумеречной порой» / Faunovo velmi pozdní odpoledne
- 1984 — «Прага — беспокойное сердце Европы» / Praha — neklidné srdce Evropy (документальный)
- 1985 — «Турбаза «Волчья»» / Vlčí bouda
- 1987 — «Шут и королева» / Šašek a královna
- 1988 — «Копытом туда, копытом сюда» / Kopytem sem, kopytem tam
- 1990 — «Т. Г. М. — освободитель» / T.G.M. — osvoboditel
- 1991 — «Мои пражане меня понимают» / Mí Pražané mi rozuměji
- 1993 — «Наследство, или Приехалиматьвашу» / Dědictví aneb Kurvahošigutntag
- 1998 — «Силки, силки, силочки» / Pasti, pasti, pastičky
- 2000 — «Взлеты и падения» / Vzlety a pády (документальный)
- 2001 — «Изгнанные из рая» / Vyhnání z ráje
- 2005 — /Pátrání po Ester (документальный)
- 2006 — «Приятные минуты без гарантии[чеш.]»

## Признание
- Бронзовая медаль на Венецианском кинофестивале (1962): «Мешок блох»
- Награда FICC Кинофестиваль в Оберхаузене (1963): «Потолок»
- Международный кинофестиваль Мангейм — Гейдельберг главный приз (1963): «О чем-то ином»
- Гран-Бергамо движения «За свободу» (1966): «Ромашки»
- Серебряный Хьюго на МКФ в Чикаго: «Ставка-яблоко»
- Французский орден Почета в области искусства и литературы (1992)
- Медаль «За заслуги» I степени 1998 г.
- Чешский Лев за многолетний художественный вклад в чешское кино 2000
- Премия «За выдающийся художественный вклад в мировое кино» (Карловы Вары, 2000)